# Les Cités de l'espace
Les Cités de l'espace est un recueil de nouvelles de Pierre Barbet paru en 1997 (Lefrancq, illustrations d'Olivier Frot,  (ISBN 2-87153-502-7)).

## Table des matières
1. Préface de Jacques Van Herp (pp. 5-8)
2. Oasis de l'espace (1979, pp. 9-140)
3. Cités des Astéroïdes (1981, pp. 141-278)
4. Cités interstellaires (1981, pp. 279-410)
5. Les colons d'Éridan (1984, pp. 411-540)
6. Cités Biotique (1985, pp. 541-674)
7. La Biotique (pp. 675-695), article publié dans la Revue française des Docteurs en Pharmacie, n° 95, 1973, qu'il signa docteur Claude Avice (son véritable nom)